# Tembleque

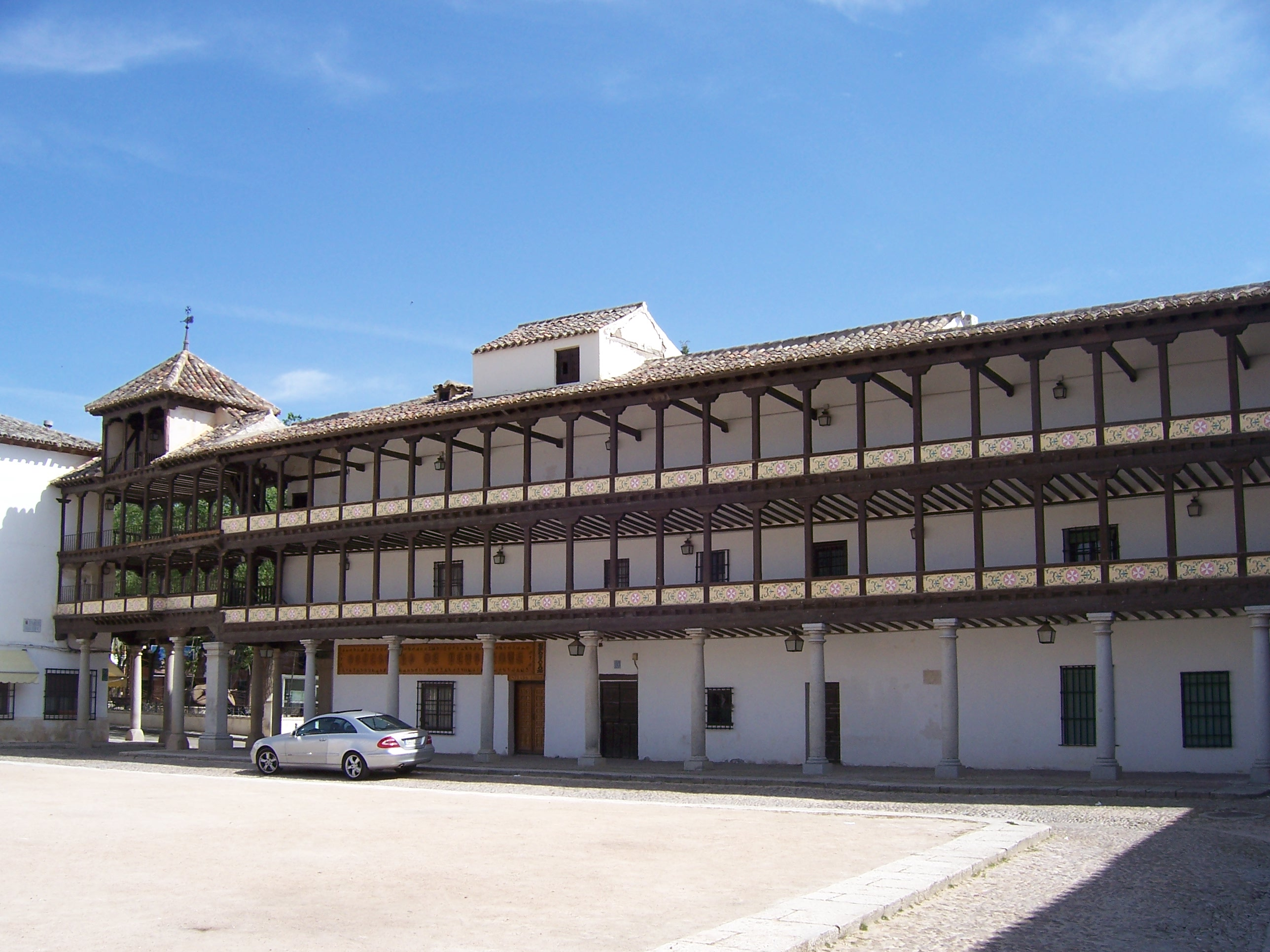
Tembleque – Plaza Mayor

Tembleque ist eine Kleinstadt und eine zentralspanische Gemeinde (municipio) mit 2.009 Einwohnern (Stand: 2024) in der Provinz Toledo in der Autonomen Gemeinschaft Kastilien-La Mancha. Das historische Ortszentrum ist als Nationales Kulturgut (Bien de Interés Cultural) in der Kategorie Conjunto histórico-artístico anerkannt.

## Lage und Klima
Tembleque liegt knapp 60 km (Fahrtstrecke) südöstlich von Toledo und etwa 95 km südlich von Madrid in einer Höhe von ca. 635 m. Die sehenswerte Kleinstadt Orgaz befindet sich etwa 38 km in westlicher Richtung entfernt. Das Klima im Winter ist rau, im Sommer dagegen trocken und warm; der spärliche Regen (ca. 420 mm/Jahr) fällt überwiegend in den Wintermonaten.

## Bevölkerungsentwicklung
| Jahr      | 1857  | 1900  | 1950  | 2000  | 2017  |
| Einwohner | 4.198 | 3.666 | 3.833 | 2.099 | 2.036 |

Die seit den 1950er Jahren zunehmende Mechanisierung der Landwirtschaft und die Aufgabe von bäuerlichen Kleinbetrieben führten auch in der Kleinstadt zu einem Kaufkraftschwund und zur Abwanderung eines Teils der Bevölkerung.

## Wirtschaft
In früheren Jahrhunderten war Templeque das handwerkliche und merkantile Zentrum einer Vielzahl von Einzelgehöften und kleinen Dörfern in seinem agrarisch geprägten Umland. In der Kleinstadt selbst siedelten sich Kleinhändler, Handwerker und Dienstleister aller Art an.

## Geschichte
Die Gegend um Tembleque teilt in wesentlichen Zügen die Geschichte Toledos: Auf die Römer folgten die Westgoten; denen folgten im Jahre 711 die Araber und die mit ihnen verbündeten Berberstämme, die das Gebiet nach erfolgreicher Rückeroberung (reconquista) im Jahre 1085 an die Christen unter der Führung des leonesisch-kastilischen Königs Alfons VI. abtreten mussten. Die Gegend geriet unter die Kontrolle der etwa 30 km entfernten Nachbarstadt Consuegra, bis sie im Jahr 1183 von Alfons VIII. an den Ritterorden vom Heiligen Grab zu Jerusalem (später Malteserorden) abgetreten wurde. Nach der für die christlichen Heere siegreichen Schlacht von Las Navas de Tolosa (1212) gegen die Mauren wurde Tembleque unter der Führung der Ordensritter im Jahre 1241 wiedergegründet und -besiedelt (repoblación). Die Bedeutung Tembleques für die landwirtschaftliche Produktion und seine Lage an einem der vielen Schafwanderwege Spaniens (cañadas) führten zu einem Aufschwung, so dass dem Ort im Jahr 1509 die Stadtrechte verliehen wurden.

## Sehenswürdigkeiten
- Hauptattraktion von Tembleque ist der große Hauptplatz (plaza mayor) im Herzen der Stadt mit seinen Loggienhäusern, die ihm das Flair eines Freilufttheaters verleihen. In den vergangenen Jahrhunderten wurde der Platz jährlich einmal oder mehrmals abgesperrt und für Stierkämpfe (corrídas) und andere Großveranstaltungen (Viehmärkte etc.) genutzt. Mitten in die Reihe der Loggienhäuser hineingesetzt wurde das nur mit kleinen Balkonen versehene Rathaus (ayuntamiento).
- Die Kirche der Nuestra Señora de la Asunción wurde im 16. Jahrhundert gegründet und im 18. durch Kapellenanbauten erweitert. Das Portal zeigt ein profiliertes Gewände ohne eingestellte Säulen und Kapitelle aber mit einer originellen Bekrönung aus Blendmaßwerk. Im Innern findet sich ein barockes Altarretabel.
- Die Casa de las Torres ist ein unter Denkmalschutz stehender Stadtpalast (palacio) einer wohlhabenden Grundbesitzerfamilie aus dem 18. Jahrhundert. Der doppelgeschossige Innenhof ähnelt einem Kreuzgang.
- Die kleine Einsiedlerkirche Ermita de Veracruz aus dem 18. Jahrhundert hat einen ungewöhnlichen oktogonalen Grundriss. Mit Ausnahme der exakt behauenen Ecksteine bestehen ihre Mauern aus Bruchsteinen. Der schmucklose Bau wird im Innern von einer Kuppel bedeckt, die nach außen nicht in Erscheinung tritt.
- Die Gerichtssäule (rollo jurisdiccional oder picota) wurde im 19. Jahrhundert von ihrem ursprünglichen Standort in einen zentral gelegenen kleinen Park versetzt.

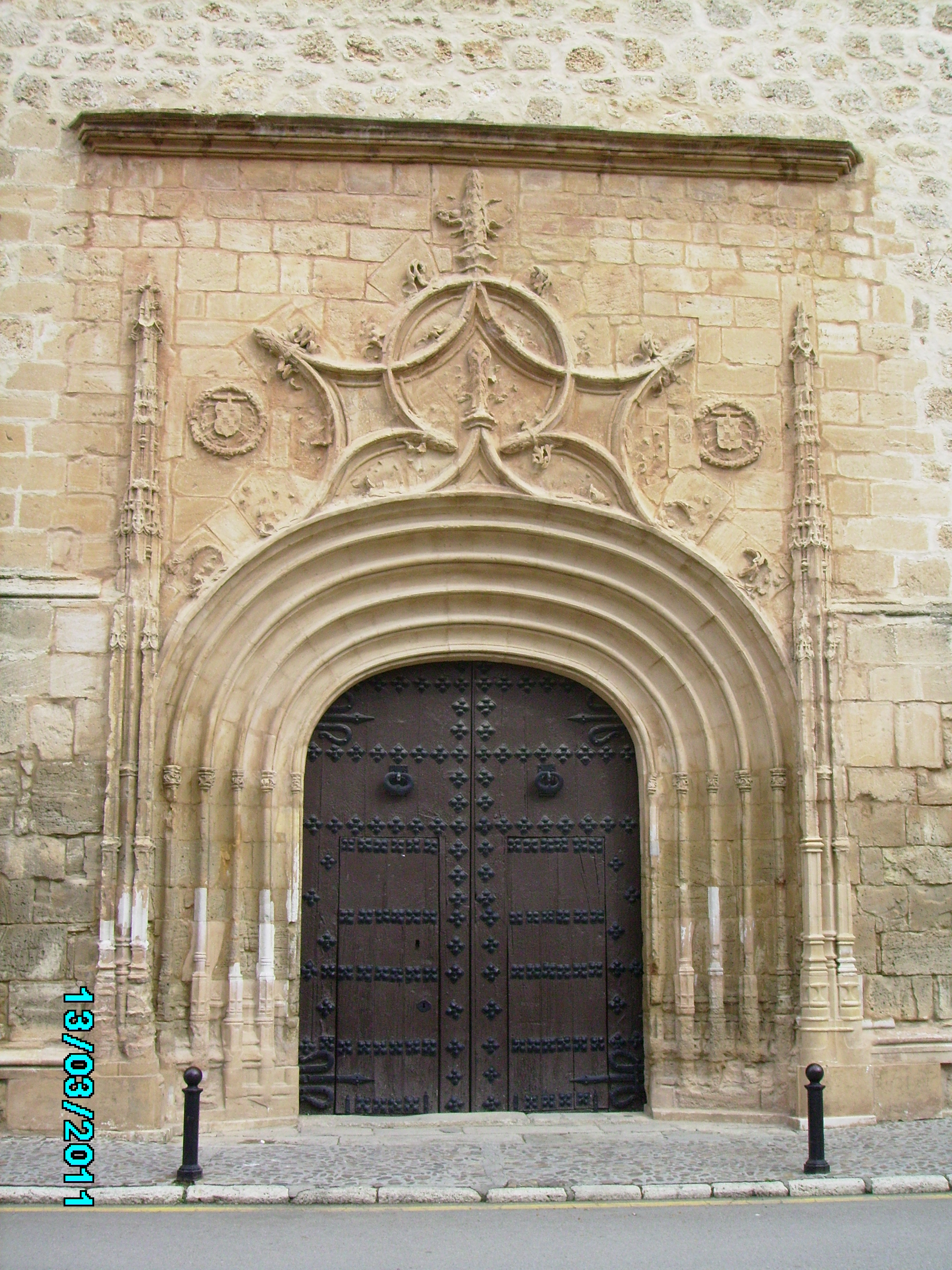
Portal der Kirche Nuestra Señora de la Asunción
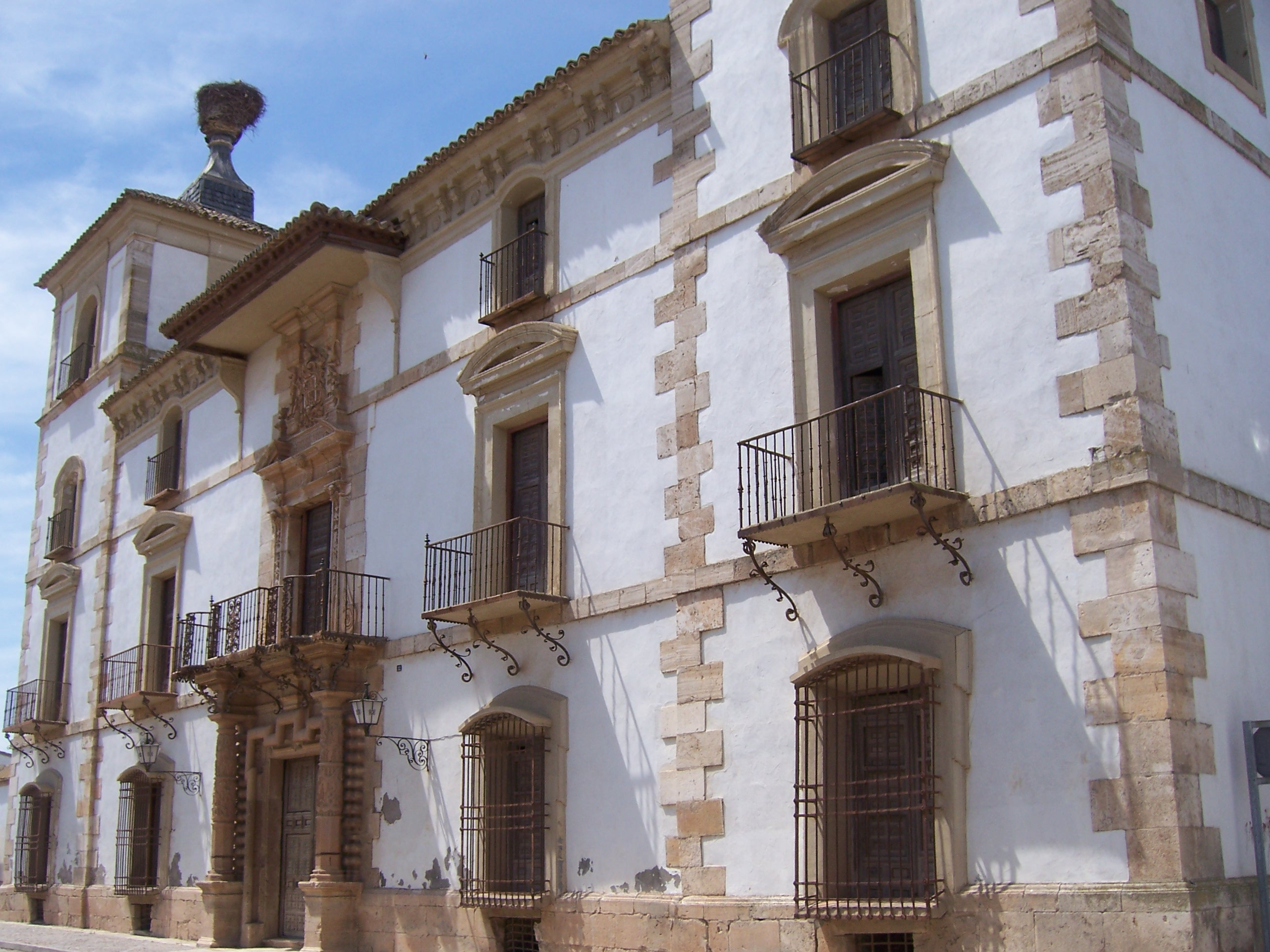
Casa de las Torres
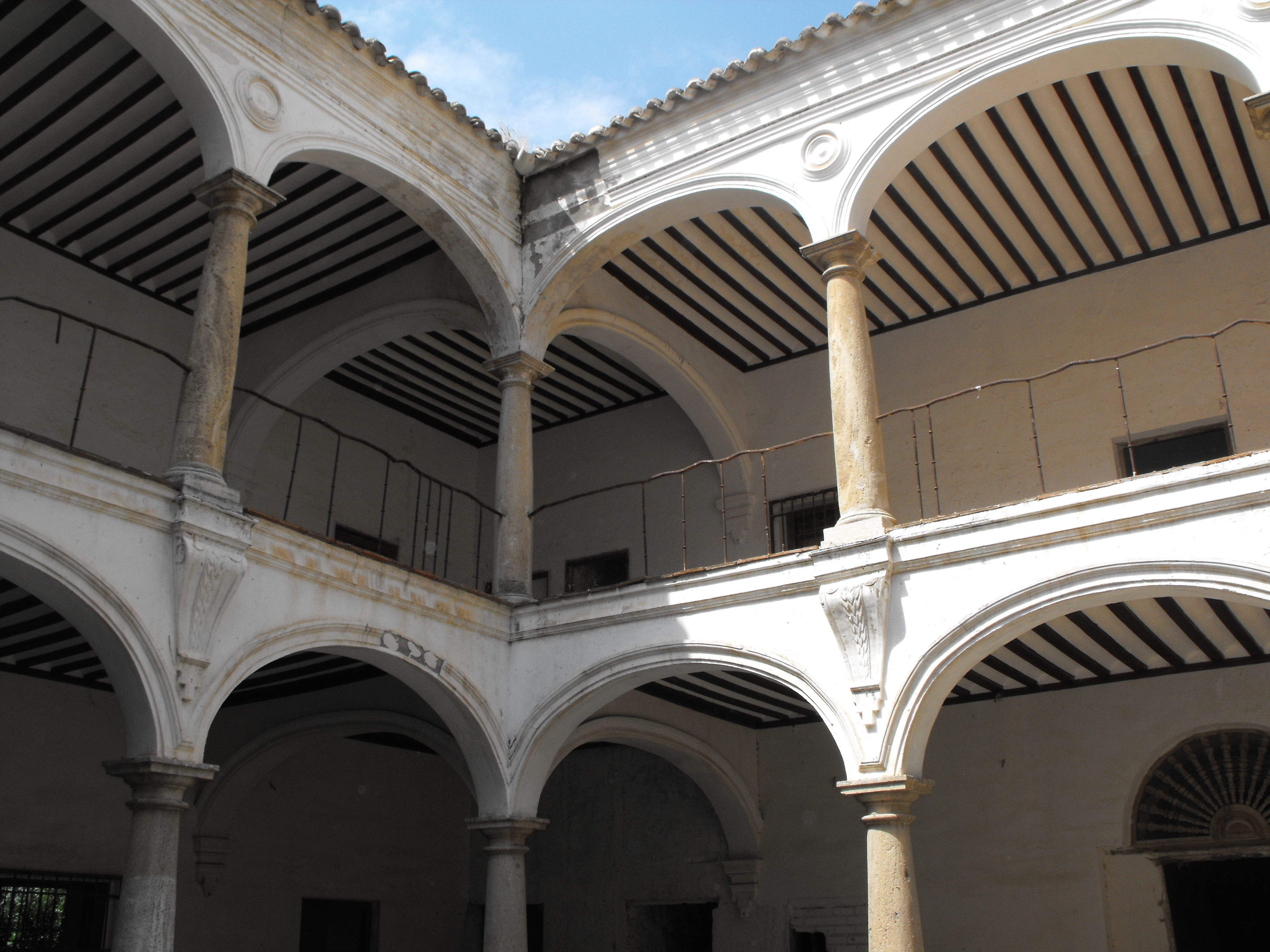
Casa de las Torres (Innenhof)
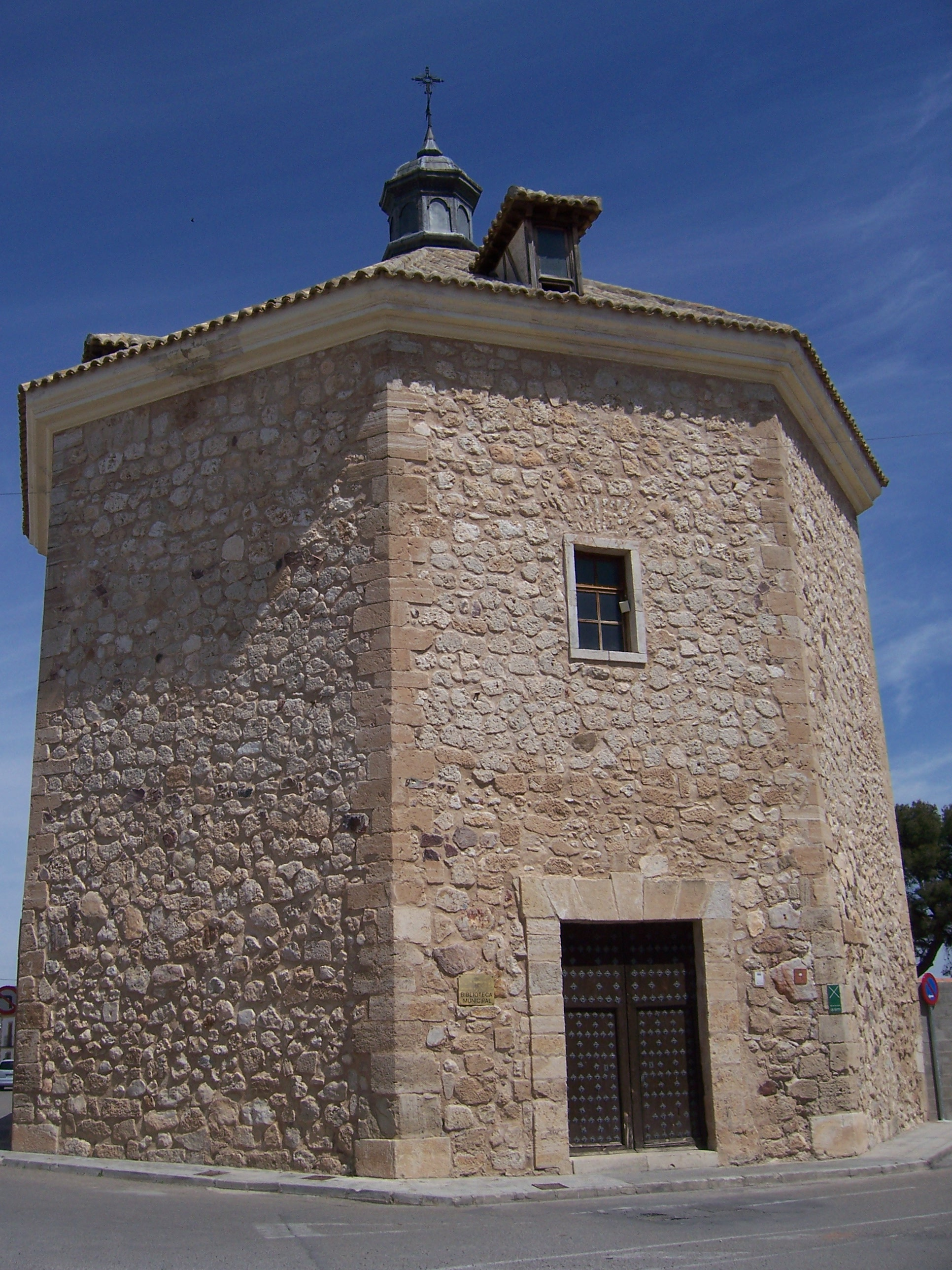
Einsiedlerkirche Vera Cruz
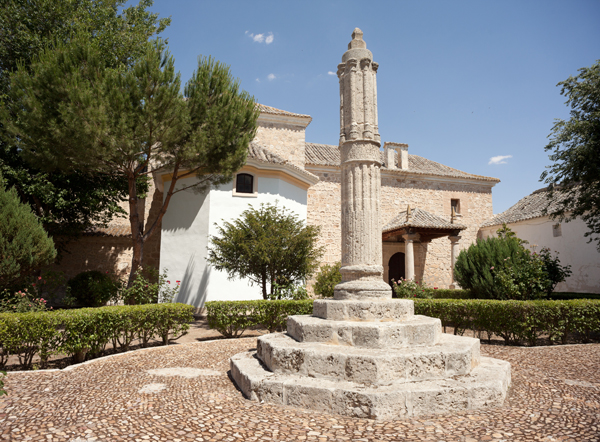
Gerichtssäule (rollo oder picota)
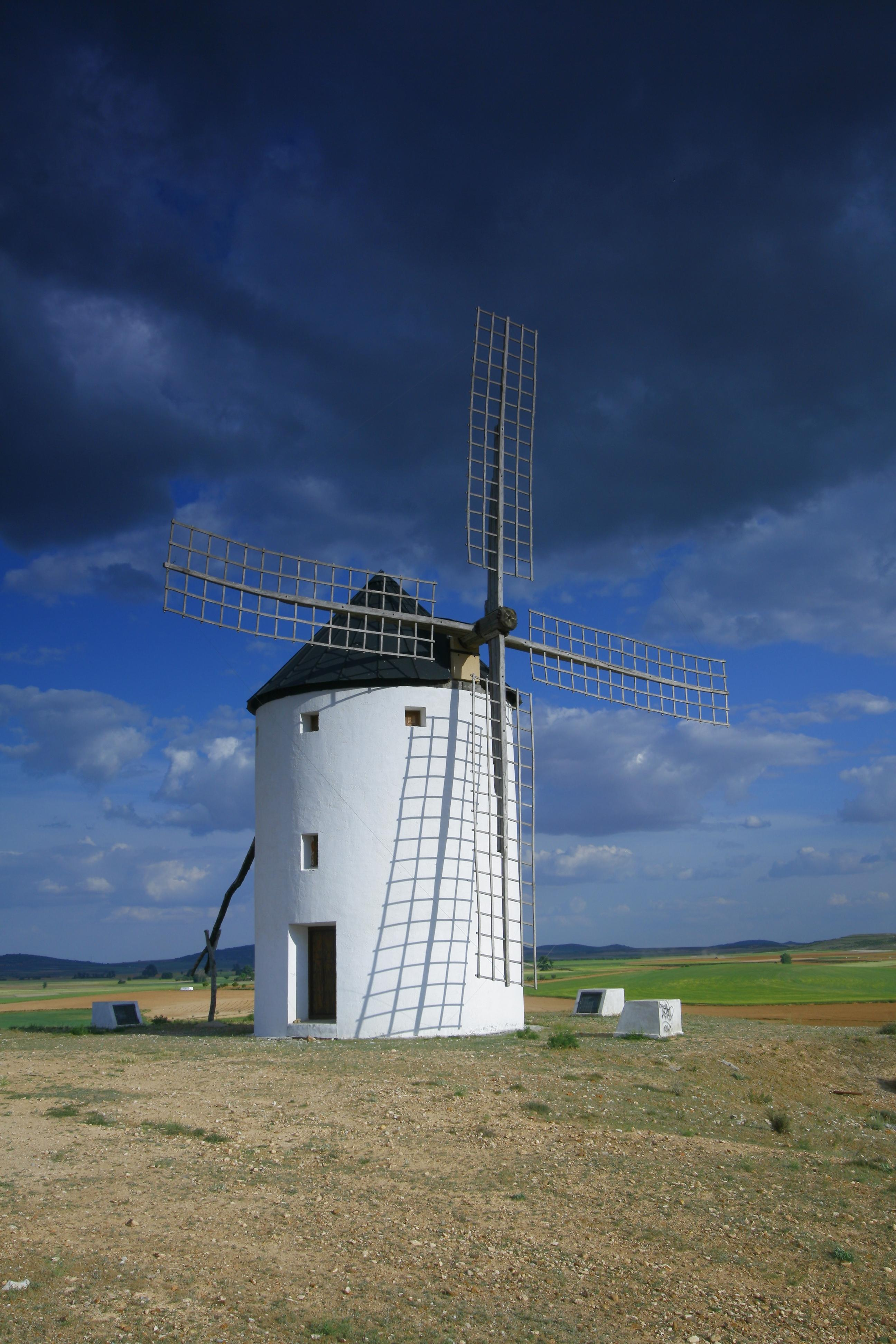
Windmühle (molina)

Umgebung
- Außerhalb des Ortes stehen zwei weitere Einsiedlerkirchen – die Ermita del Cristo del Valle stammt aus dem 17. Jahrhundert, die Ermita de San Antón erst aus dem 19. Jahrhundert.
- Auch mehrere traditionelle Windmühlen sind zu sehen.